# Parafia Narodzenia Najświętszej Maryi Panny w Osieku Łużyckim
Parafia Narodzenia Najświętszej Maryi Panny w Osieku Łużyckim – parafia rzymskokatolicka, znajdująca się w diecezji legnickiej, w dekanacie Bogatynia.